# Fitoesterol

Beta-sitosterol.

Ergosterol.

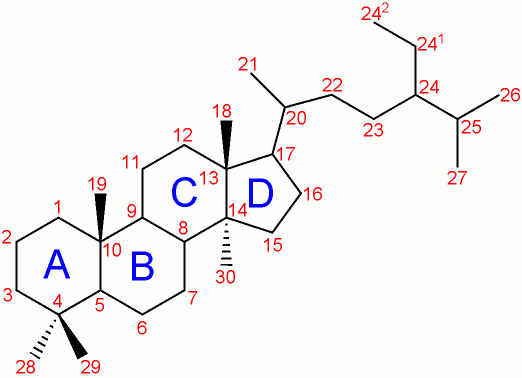
Nomenclatura de la estructura esteroide.

Los fitoesteroles o esteroles vegetales (esteroles de las plantas) son esteroles naturales de origen vegetal, presentes en pequeñas cantidades en algunos alimentos como el aceite de girasol y la soja. Son similares al colesterol animal. Son moléculas orgánicas que forman parte de la membrana de las células vegetales, con una función similar a la del colesterol en las membranas celulares animales.
Se presenta en la forma de un polvo blanco con un suave olor característico, insoluble en agua y soluble en alcoholes. Tienen aplicaciones en aditivos alimentarios, en medicina y en cosmética.

## Función
Los esteroles son esenciales para todos los eucariotas. A diferencia de las células de animales y hongos que contienen un esterol principal, las células de plantas sintetizan una variedad de mezclas de esteroles en las que predominan el sitosterol y el estigmasterol. El sitosterol regula la fluidez y permeabilidad de las membranas en forma similar al colesterol en las membranas celulares de los mamíferos. Los esteroles vegetales también modulan la actividad de las enzimas ligadas a membranas. Los fitoesteroles también están asociados a las adaptaciones de las plantas a la temperatura y a la inmunidad contra patógenos.

## Propiedades
El efecto más importante de los fitoesteroles es que bloquean la absorción del colesterol a nivel intestinal. Sin embargo, los niveles presentes en los alimentos no son suficientes para lograr un efecto en los niveles altos de colesterol. Se han desarrollado algunos alimentos (como margarina, yogur, leche, salsas) que aportan fitoesterol.

## Fitoesteroles específicos
- La molécula mostrada al principio de la página es el β-sitosterol.
- Al quitar el carbono 242, se obtiene campesterol.
- Al quitar los carbones 241 y 242, se obtiene colesterol.
- Al quitar un hidrógeno de los carbonos 22 y 23 se obtiene estigmasterol (stigmasta-5,22-dien-3β-ol).
- Al quitar el carbono 242 y los hidrógenos de los carbonos 22 y 23 se obtiene brassicaesterol (ergosta-5,22-dien-3β-ol).
- Al quitar más hidrógenos de los carbonos 7 y 8 del brassicaesterol se obtiene ergosterol (ergosta-5,7,22-trien-3β-ol).

## Usos

### Estructura de las plantas
Las plantas contienen varios fitoesteroles, que actúan como componente estructural en la membrana celular (el mismo rol que en los mamíferos cumple el colesterol).

### Detección de adulteración
La presencia de brassicaesterol, junto con marcadores auxiliares (como el ácido α-linolénico y el ácido erúcico) es un marcador de la adulteración (con aceite de colza) del aceite de soja y el aceite de girasol. Como no hay brassicasterol en el aceite de soja y el de girasol, pero su concentración en el aceite de colza es de cerca de 1400 mg/kg, se puede calcular la cantidad de aceite de colza agregado.

### Disminución del colesterol
Como ingrediente o aditivo alimentario, los fitoesteroles tienen la propiedad de disminuir el colesterol (reducen la absorción del colesterol en los intestinos), y podría actuar en la prevención del cáncer.
En pequeñas cantidades, los fitoesteroles aparecen de manera natural en aceites vegetales, especialmente en:
- aceite de espino cerval de mar (16,4 mg  por cada g de aceite),[7]
- aceite de maíz (9,68 mg por gramo),[8] y
- aceite de soja (3,27 mg por gramo).[9]

Un complejo de fitoesteroles que se extrae del aceite vegetal, es la colestatina, compuesta de campesterol, estigmasterol y brasicasterol. Un complejo de fitoesteroles, aislado a partir de aceites vegetales y se comercializa como suplemento dietético, propuesto para reducir en parte la absorción de colesterol ingerido en la dieta en personas con hipercolesterolemia. En el año 2001 varias marcas comerciales empezaron a comercializar en España productos enriquecidos con este complejo.
En sujetos humanos, los esteroles pueden reducir el colesterol hasta en un 15%.
El mecanismo de relación entre los fitoesteroles y el descenso de los niveles de colesterol en sangre ocurre así: se inhibe la incorporación de colesterol en las micelas del tracto gastrointestinal, disminuyendo la cantidad general de colesterol absorbida.
Esto a su vez podría ayudar a controlar los niveles totales de colesterol, y modificar los niveles de HDL, LDL y TAG. Muchas margarinas, mantequillas, cereales para desayuno y productos untables ahora vienen enriquecidos con fitoesteroles y se comercializan para las personas que desean disminuir sus niveles de colesterol.